# نيفادا فيليبس
نيفادا فيليبس (15 يناير 1957 في باربادوس - )  (بالإنجليزية: Nevada Phillips)‏ هو لاعب كريكت بريطاني. لعب مع Berkshire County Cricket Club ‏.